# Albert Ståhl
Albert Edvard Joakim Ståhl, född 2 augusti 1877 i Stockholm, död där 18 december 1955, var en svensk skådespelare.
Ståhl scendebuterade 1902 och filmdebuterade 1915 i Mauritz Stillers Madame de Thèbes och han kom att medverka i drygt 50 filmer. Han var sedan 1913 gift med skådespelaren Ingeborg Söderberg. De är begravda på Skogskyrkogården i Stockholm.

## Filmografi (urval)
- 1915 – Madame de Thèbes
- 1916 – Balettprimadonnan
- 1916 – Hon segrade
- 1916 – Therèse
- 1917 – Alexander den Store
- 1917 – Vem sköt?
- 1922 – Vem dömer
- 1922 – Kärlekens ögon
- 1923 – Hårda viljor
- 1923 – Mälarpirater
- 1924 – Gösta Berlings saga
- 1924 – Livet på landet
- 1925 – Polis Paulus' påskasmäll
- 1925 – Karl XII del II
- 1925 – Hennes lilla majestät
- 1926 – Flickan i frack
- 1928 – Synd
- 1931 – Kärlek måste vi ha
- 1931 – Lika inför lagen
- 1933 – Pettersson & Bendel
- 1936 – 33.333
- 1936 – Ä' vi gifta?
- 1937 – Konflikt
- 1938 – Pengar från skyn
- 1939 – Landstormens lilla Lotta
- 1939 – Filmen om Emelie Högqvist
- 1941 – Lasse-Maja
- 1942 – Rid i natt!
- 1943 – Elvira Madigan
- 1943 – Livet på landet
- 1944 – Hets
- 1945 – Svarta rosor
- 1946 – Begär
- 1947 – Den långa vägen
- 1947 – Dynamit
- 1947 – Supé för två
- 1948 – Flickan från fjällbyn
- 1949 – Smeder på luffen
- 1950 – Restaurant Intim
- 1951 – Starkare än lagen
- 1952 – När syrenerna blomma

## Teater

### Roller (ej komplett)
| År   | Roll                            | Produktion                                                                                | Regi                            | Teater                        |
| ---- | ------------------------------- | ----------------------------------------------------------------------------------------- | ------------------------------- | ----------------------------- |
| 1911 |                                 | Bland vassen Gustaf Collijn                                                               |                                 | Intima teatern                |
| 1911 |                                 | Det ingen vet (Niemand weiss es) Theodor Wolff                                            | Emil Grandinson                 | Intima teatern                |
| 1911 | Etienne Feriaud                 | För mycken kärlek (Amoureuse) Georges de Porto-Riche                                      | Emil Grandinson                 | Intima teatern                |
| 1912 | Johan von Ehrenpreis            | Kärlek utan strumpor (Kjærlighed uden strømper) Johan Herman Wessel                       |                                 | Intima teatern                |
| 1912 | Häradshövding Vilhelm Berger    | Skuggan Thore Blanche                                                                     |                                 | Intima teatern                |
| 1912 | Snickaren Hoppe                 | Baldevins bröllop (Baldevins bryllup) Vilhelm Krag                                        |                                 | Intima teatern                |
| 1912 | Professor Dühring               | Hovsångaren (Der Kammersänger) Frank Wedekind                                             |                                 | Intima teatern                |
| 1912 |                                 | Aftonstjärnan Hjalmar Söderberg                                                           |                                 | Intima teatern                |
| 1912 | van Buck                        | Osvuret är bäst (Il ne faut jurer de rien) Alfred de Musset                               |                                 | Intima teatern                |
| 1912 |                                 | Fannys första stycke (Fanny’s First Play) George Bernard Shaw                             | Gustaf Collijn                  | Intima teatern                |
| 1912 | Inspektorn                      | Gamla herrgården Fredrik Nycander                                                         | Emil Grandinson                 | Intima teatern                |
| 1912 | Martin Frank                    | Erlingsnäs Ejnar Smith                                                                    | Emil Grandinson                 | Intima teatern                |
| 1912 | Johan                           | Segraren Ernst Didring                                                                    | Emil Grandinson Knut Michaelson | Intima teatern                |
| 1912 | Filip II                        | Filip II (Philippe II) Emile Verhaeren                                                    | Knut Michaelson                 | Intima teatern                |
| 1912 | Donal Mackenzie                 | Drönaren (The Drone) Rutherford Mayne                                                     | Emil Grandinson                 | Intima teatern                |
| 1912 |                                 | Moppy och Poppy (Moppy og Poppy) Olaf Hansson                                             | Emil Grandinson                 | Intima teatern                |
| 1913 | En herre                        | Fästningen faller (La Prise de Berg-Op-Zoom) Sacha Guitry                                 | Knut Michaelson                 | Intima teatern                |
| 1913 | Jakobson                        | Aldrig i livet Gustaf af Geijerstam                                                       | Emil Grandinson                 | Intima teatern                |
| 1913 | Timson                          | Vildfåglar (The Pigeon) John Galsworthy                                                   | Knut Michaelson                 | Intima teatern                |
| 1913 | Ponteaubert                     | En parisare (Un parisien) Edmond Gondinet                                                 | Knut Michaelson                 | Intima teatern                |
| 1913 | Teaterdirektören                | Simson och Delila (Samson og Dalila) Sven Lange                                           | Emil Grandinson                 | Intima teatern                |
| 1913 | Lorens Peterberg                | Dynastin Peterberg Mikael Lybeck                                                          | Knut Michaelson                 | Intima teatern                |
| 1913 | Propp, källarmästare            | Positivhataren August Blanche                                                             | Knut Michaelson                 | Intima teatern                |
| 1914 | Albertus Rhon                   | Intermezzo (Zwischenspiel) Arthur Schnitzler                                              | Emil Grandinson                 | Intima teatern                |
| 1914 | Doktor Philard                  | Den skotska regnkragen (La Pèlerine écossaise) Sacha Guitry                               | Knut Michaelson                 | Intima teatern                |
| 1914 | Twisden                         | Jagad (The Fugitive) John Galsworthy                                                      | Emil Grandinson                 | Intima teatern                |
| 1914 | Kanslirådet Dam                 | Lilla Eva (Lille Eva) Olga Ott                                                            | Einar Fröberg                   | Intima teatern                |
| 1914 | Maurizio de Curtis              | Den fule Ferante (Il brutto e le belle) Sabatino Lopez                                    | Emil Grandinson                 | Intima teatern                |
| 1914 | Sonen                           | Leka med elden August Strindberg                                                          | Emil Grandinson                 | Intima teatern                |
| 1914 | Nils Beronius                   | Karlavagnen Tor Hedberg                                                                   | Einar Fröberg                   | Intima teatern                |
| 1914 | Guilvinec                       | Undervattensbåten Svalan (LʼHirondelle) A Moureaux och J Perard                           | Einar Fröberg                   | Intima teatern                |
| 1915 | Pawlow                          | Attentatet (Narrentanz) Leo Birinski                                                      | Emil Grandinson                 | Intima teatern                |
| 1915 | Alfred                          | Djävulen (Az ördög) Ferenc Molnár                                                         | Einar Fröberg                   | Intima teatern                |
| 1915 | Brodern                         | Oväder August Strindberg                                                                  | Mauritz Stiller                 | Intima teatern                |
| 1915 | Ford                            | Muntra fruarna i Windsor (The Merry Wives of Windsor) William Shakespeare                 | Emil Grandinson                 | Intima teatern                |
| 1915 | Sanderus                        | Den politiske kannstöparen (Den politiske kandestøber) Ludvig Holberg                     | Einar Fröberg                   | Intima teatern                |
| 1915 | Josef Blum                      | Spader knekt (Kümmelblättchen) Hans Overweg                                               | Einar Fröberg                   | Intima teatern                |
| 1915 | Spak                            | Erotik Gustav Wied                                                                        | Einar Fröberg                   | Intima teatern                |
| 1915 | Champcenetz                     | Pompadours triumf Adolf Paul                                                              | Einar Fröberg                   | Intima teatern                |
| 1915 | Otto Günther                    | Äktenskapets förskola (Erziehung zur Ehe) Otto Erich Hartleben                            | Einar Fröberg                   | Intima teatern                |
| 1916 | Pechlin                         | Gustaf III August Strindberg                                                              | Einar Fröberg                   | Intima teatern                |
| 1916 | Charles D Peabody               | Generalrepetition på ett dyrbart liv (Generalprobe von ein kostbares Leben) Harry Vosberg | Albin Lavén                     | Intima teatern                |
| 1916 | Johannes von Krogh              | Prinsessan och hela världen (Prinsessen og den hele verden) Edgard Høyer                  | Einar Fröberg                   | Intima teatern                |
| 1916 | Tore Hägg                       | Takrännan Gustaf Collijn                                                                  | Gustaf Collijn                  | Intima teatern                |
| 1916 | Doktor Diaforius                | Den inbillningssjuke (Le Malade imaginaire) Molière                                       | Einar Fröberg                   | Intima teatern                |
| 1916 | Pleschke                        | Hannele (Hanneles Himmelfahrt) Gerhart Hauptmann                                          | Einar Fröberg                   | Intima teatern                |
| 1917 | Greven                          | Fädernesland (Fædreland) Einar Christiansen                                               | Einar Fröberg                   | Intima teatern                |
| 1917 | Reventlow                       | Stövlett-Kathrine (Støvlet-Kathrine) Dikken von der Lyhe Zernichow                        | Einar Fröberg                   | Intima teatern                |
| 1917 | Sjövall                         | Ett resande teatersällskap August Blanche                                                 | Einar Fröberg                   | Intima teatern                |
| 1917 | Cerberus                        | En födelsedag på gäldstugan August Blanche                                                | Einar Fröberg                   | Intima teatern                |
| 1917 | Doigeau                         | Mästertjuven (Le Costaud des Épinettes) Tristan Bernard och Alfred Athis                  | Einar Fröberg                   | Djurgårdsteatern              |
| 1917 | Semen Stepanowitsch             | Sorina (Die Sorina) Georg Kaiser                                                          | Einar Fröberg                   | Intima teatern                |
| 1917 | Patricio                        | Socorros inackorderingar (El padrón municipal) Miguel Ramos Carrión och Vital Aza         | Einar Fröberg                   | Intima teatern                |
| 1917 | Waldemar Scholz                 | Ungdomsvänner (Jugendfreunde) Ludwig Fulda                                                | Einar Fröberg                   | Intima teatern                |
| 1917 | Leonard                         | Pernillas korta frökentid (Pernilles korte Frøkenstand) Ludvig Holberg                    | Rune Carlsten                   | Intima teatern                |
| 1918 | Edvard IV                       | Richard III (The Tragedy of Richard the Third) William Shakespeare                        | Einar Fröberg                   | Intima teatern                |
| 1918 | Kapten Banck                    | Ljunghuset Nils Wilhelm Lund                                                              | Einar Fröberg                   | Intima teatern                |
| 1918 | Raddai                          | Den röde André Mikael Lybeck                                                              | Rune Carlsten                   | Intima teatern                |
| 1918 | Adams, betjänt                  | Fröken X, Box 1742 (Wanted, a Husband) Cyril Harcourt                                     | Albert Ståhl                    | Djurgårdsteatern              |
| 1918 | Snake                           | Skandalskolan (The School for Scandal) Richard Brinsley Sheridan                          | Einar Fröberg                   | Intima teatern                |
| 1919 | Professorn                      | Ett experiment Hjalmar Bergman                                                            | Einar Fröberg                   | Intima teatern                |
| 1919 | Knut Brovik                     | Byggmästare Solness (Bygmester Solness) Henrik Ibsen                                      | Einar Fröberg                   | Intima teatern                |
| 1919 | Kanslern                        | Furstens återkomst August Brunius                                                         | Einar Fröberg                   | Intima teatern                |
| 1919 | Fergus Crampton                 | Man kan aldrig veta (You Never Can Tell) George Bernard Shaw                              |                                 | Djurgårdsteatern              |
| 1919 |                                 | Fästmanssoffan Georg Nordensvan                                                           | Albert Ståhl                    | Djurgårdsteatern              |
| 1919 |                                 | Ta hand om Amelie (Occupe-toi d'Amelie) Georges Feydeau                                   |                                 | Djurgårdsteatern              |
| 1920 | Oldfux                          | Barnsölet (Barselstuen) Ludvig Holberg                                                    | Rune Carlsten                   | Intima teatern                |
| 1920 | Jacques Etienne                 | Aigretten (L’aigrette) Dario Niccodemi                                                    | Einar Fröberg                   | Intima teatern                |
| 1920 | Mr Raham                        | Änkleken (Home and Beauty) W. Somerset Maugham                                            | Rune Carlsten                   | Intima teatern                |
| 1920 | Modest Petrovitsch              | Professor Storitzyn (Professor Storicyn) Leonid Andrejev                                  | Einar Fröberg                   | Intima teatern                |
| 1920 | Vidal                           | Fästningen faller (La Prise de Berg-Op-Zoom) Sacha Guitry                                 |                                 | Intima teatern                |
| 1920 | Mathias Hamann                  | 2 X 2=5 Gustav Wied                                                                       |                                 | Intima teatern                |
| 1921 | Fadern                          | Nju (Каждый день Ню, Každyj denʼ Nju) Osip Dymov                                          | Rune Carlsten                   | Intima teatern                |
| 1921 | Gerbier                         | Dygdens stig (Les Sentiers de la vertu) Robert de Flers och Gaston Arman de Caillavet     | Einar Fröberg                   | Intima teatern                |
| 1921 | Mannen på kryckor               | Himlens hemlighet Pär Lagerkvist                                                          | Einar Fröberg                   | Intima teatern                |
| 1922 | Cyrus Blenkarn                  | Tatlows hemlighet (The Middleman) Henry Arthur Jones                                      | Albert Ståhl                    | Centralteatern                |
| 1922 | Svengali                        | Trilby George du Maurier                                                                  | Albert Ståhl                    | Centralteatern                |
| 1922 | Emanuel Striese, teaterdirektör | Sabinskornas bortrövande (Der Raub des Sabinerinnen) Franz och Paul von Schönthan         | Albert Ståhl                    | Centralteatern                |
| 1922 | Georges Duval                   | Kameliadamen (La Dame aux camélias) Alexandre Dumas d.y.                                  | Albert Ståhl                    | Centralteatern                |
| 1923 | Herbert, hovmästare             | Eliza stannar (Eliza Comes to Stay) Henry V. Esmond                                       | Gösta Ekman                     | Djurgårdsteatern              |
| 1923 | Kummellund                      | Rika morbror August Blanche                                                               | Albert Ståhl                    | Blancheteatern                |
| 1924 | Dr Merlinger                    | Grevinnan Lolotte Leopold Lipschütz                                                       | Ernst Eklund                    | Blancheteatern                |
| 1924 | Foresti                         | Odygdens belöning (La Maîtraisse imaginaire) Félix Gandéra och Claude Gevel               | Karin Swanström                 | Blancheteatern                |
| 1925 | Adams, betjänt                  | Fröken X, Box 1742 (Wanted, a Husband) Cyril Harcourt                                     | Rune Carlsten                   | Djurgårdsteatern              |
| 1927 | Bliss, överkommissarie          | Mysteriet Milton (The Ringer) Edgar Wallace                                               | Ernst Eklund                    | Komediteatern                 |
| 1928 |                                 | Indianer och vita Axel Berggren                                                           | Albert Ståhl                    | Komediteatern                 |
| 1929 | Smith, förste konstapel         | Tolvskillingsoperan (Die Dreigroschenoper) Bertolt Brecht och Kurt Weill                  | Ernst Eklund                    | Komediteatern                 |
| 1930 | Kardinal Campelus               | Henrik VIII (The Famous History of the Life of King Henry the Eighth) William Shakespeare | Thomas Warner                   | Oscarsteatern                 |
| 1931 |                                 | En japansk tragedi (The Faithful) John Masefield                                          | Per Lindberg                    | Konserthusteatern             |
| 1933 | En borgare                      | Mäster Olof August Strindberg                                                             | Olof Molander                   | Dramaten                      |
| 1934 | Handelsministern Switzer        | En hederlig man Sigfrid Siwertz                                                           | Alf Sjöberg                     | Dramaten                      |
| 1940 | Domaren                         | Hyggliga människor (The Gentle People) Irwin Shaw                                         | Olof Molander                   | Blancheteatern                |
| 1943 | Major Hunter                    | Månen har gått ned (The Moon is Down) John Steinbeck                                      | Harry Roeck-Hansen              | Blancheteatern/ Oscarsteatern |
| 1943 | Mr Gibbs                        | Arsenik och gamla spetsar (Arsenic and Old Lace) Joseph Kesselring                        | Torsten Hammarén                | Oscarsteatern                 |
| 1944 | Dr Herman Walther               | Med clippern västerut (Flight to the West) Elmer Rice                                     | Helge Hagerman                  | Blancheteatern                |
| 1947 | Fadern                          | Romeo och Jeanette (Romeo et Jeanette) Jean Anouilh                                       | Lars-Levi Læstadius             | Helsingborgs stadsteater      |

### Regi (ej komplett)
| År   | Produktion                                            | Upphovsmän                                     | Teater           |
| ---- | ----------------------------------------------------- | ---------------------------------------------- | ---------------- |
| 1918 | Fröken X, Box 1742 Wanted, A Husband                  | Cyril Harcourt                                 | Djurgårdsteatern |
| 1919 | En gammal ungkarls moral The Morals of Marcus Ordeyne | William J. Locke                               | Intima teatern   |
| 1919 | Fästmanssoffan                                        | Georg Nordensvan                               | Djurgårdsteatern |
| 1921 | Svärmor kommer Pastor Jussilainen                     | Gustaf von Numers                              | Centralteatern   |
| 1922 | Tatlows hemlighet The Middleman                       | Henry Arthur Jones                             | Centralteatern   |
| 1922 | Trilby                                                | George du Maurier Dramatisering Paul M. Potter | Centralteatern   |
| 1922 | Sabinskornas bortrövande Der Raub des Sabinerinnen    | Franz och Paul von Schönthan                   | Centralteatern   |
| 1922 | Kameliadamen La Dame aux camélias                     | Alexandre Dumas d.y.                           | Centralteatern   |
| 1922 | Baldevins bröllop Baldevins bryllup                   | Wilhelm Krag Översättning Emil Grandinson      | Centralteatern   |
| 1923 | Rika morbror                                          | August Blanche                                 | Blancheteatern   |
| 1924 | Flamman                                               | Hans Müller                                    | Komediteatern    |
| 1928 | Indianer och vita                                     | Axel Berggren                                  | Komediteatern    |

## Radioteater

### Roller
| År   | Roll                     | Produktion                                     | Regi        |
| ---- | ------------------------ | ---------------------------------------------- | ----------- |
| 1952 | Revisor Viktor Johansson | Hillmans semester: Liten tuva... Folke Mellvig | Lars Madsén |

### Fotnoter
1. 1 2  ”Albert Ståhl”. Svensk Filmdatabas. http://sfi.se/sv/svensk-filmdatabas/Item/?type=PERSON&itemid=57835&ref=%2ftemplates%2fSwedishFilmSearchResult.aspx%3fid%3d1225%26epslanguage%3dsv%26searchword%3dAlbert+St%C3%A5hl%26type%3dPerson%26match%3dBegin%26page%3d1%26prom%3dFalse. Läst 16 augusti 2012.
2. 1 2  ”Teater, konst, litteratur”. Dagens Nyheter:  s. 7. 18 oktober 1911. http://arkivet.dn.se/arkivet/tidning/1911-10-18/14885/7. Läst 27 maj 2016.
3. ↑  Bo Bergman (28 november 1911). ”Intima teatern: 'För mycken kärlek'”. Dagens Nyheter:  s. 6. http://arkivet.dn.se/arkivet/tidning/1911-11-28/14926/6. Läst 23 maj 2016.
4. ↑  Bo Bergman (2 januari 1912). ”Teater, konst, litteratur”. Dagens Nyheter:  s. 9. http://arkivet.dn.se/arkivet/tidning/1912-01-02/14958/9. Läst 28 maj 2016.
5. ↑  Bo Bergman (25 januari 1912). ”Premiär af 'Skuggan' på Intima teatern”. Dagens Nyheter:  s. 8. http://arkivet.dn.se/arkivet/tidning/1912-01-25/14980/8. Läst 28 maj 2016.
6. ↑  Bo Bergman (31 januari 1912). ”Teater, konst, litteratur”. Dagens Nyheter:  s. 8. http://arkivet.dn.se/arkivet/tidning/1912-01-31/14986/8. Läst 19 maj 2016.
7. 1 2  Bo Bergman (8 mars 1912). ”Premiären på Intima teatern: Hjalmar Söderbergs pjäs en succès”. Dagens Nyheter:  s. 6. http://arkivet.dn.se/arkivet/tidning/1912-03-08/15023/6. Läst 28 maj 2016.
8. ↑  Bo Bergman (26 mars 1912). ”Intima teatern: 'Osvuret är bäst'”. Dagens Nyheter:  s. 6. http://arkivet.dn.se/arkivet/tidning/1912-03-26/15040/6. Läst 8 augusti 2015.
9. ↑  Bo Bergman (10 april 1912). ”Teater, konst, litteratur”. Dagens Nyheter:  s. 8. http://arkivet.dn.se/arkivet/tidning/1912-04-10/15053/8. Läst 28 maj 2016.
10. ↑  Bo Bergman (14 maj 1912). ”Intima teatern: 'Gamla herrgården.' 'I sista stund.'”. Dagens Nyheter:  s. 8. http://arkivet.dn.se/arkivet/tidning/1912-05-14/15087/8. Läst 28 maj 2016.
11. ↑  ”Teater, konst, litteratur”. Dagens Nyheter:  s. 6. 24 augusti 1912. http://arkivet.dn.se/arkivet/tidning/1912-08-24/15186/6. Läst 19 maj 2016.
12. ↑  Bo Bergman (25 september 1912). ”Didrings 'Eros'-cykel på Intima teatern”. Dagens Nyheter:  s. 8. http://arkivet.dn.se/arkivet/tidning/1912-09-25/15218/8. Läst 28 maj 2016.
13. ↑  Bo Bergman (16 oktober 1912). ”Intima teatern: 'Filip II'”. Dagens Nyheter:  s. 9. http://arkivet.dn.se/arkivet/tidning/1912-10-16/15239/9. Läst 28 maj 2016.
14. ↑  ”Teater, konst, litteratur”. Dagens Nyheter:  s. 10. 3 november 1912. http://arkivet.dn.se/arkivet/tidning/1912-11-03/15257/10. Läst 2 april  2016.
15. ↑  Bo Bergman (27 december 1912). ”Teater, konst, litteratur”. Dagens Nyheter:  s. 8. http://arkivet.dn.se/arkivet/tidning/1912-12-27/15309/8. Läst 28 maj 2016.
16. ↑  ”Teater, konst, litteratur”. Dagens Nyheter:  s. 6. 6 februari 1913. http://arkivet.dn.se/arkivet/tidning/1913-02-06/15348/6. Läst 2 april 2016.
17. ↑  ”Aldrig i lifvet”. Musikverket. http://calmview.musikverk.se/CalmView/Record.aspx?src=CalmView.Performance&id=PERF29357&pos=38. Läst 13 maj 2016.
18. ↑  ”Premiären av 'Vildfåglar' på Intima teatern i går”. Dagens Nyheter:  s. 1. 23 april 1913. http://arkivet.dn.se/arkivet/tidning/1913-04-23/15421/1. Läst 13 maj 2016.
19. ↑  ”En parisare”. Musikverket. http://calmview.musikverk.se/CalmView/Record.aspx?src=CalmView.Performance&id=PERF29359&pos=40. Läst 13 maj 2016.
20. ↑  ”Teater, konst, litteratur”. Dagens Nyheter:  s. 7. 15 september 1913. http://arkivet.dn.se/arkivet/tidning/1913-09-15/15563/7. Läst 13 maj 2016.
21. ↑  ”Dynastin Peterberg”. Musikverket. http://calmview.musikverk.se/CalmView/Record.aspx?src=CalmView.Performance&id=PERF29361&pos=42. Läst 13 maj 2016.
22. ↑  Bo Bergman (25 november 1913). ”August Blanches 'Positivhataren' på Intima teatern”. Dagens Nyheter:  s. 1. http://arkivet.dn.se/arkivet/tidning/1913-11-25/15634/1. Läst 13 maj 2016.
23. ↑  ”Intermezzo”. Musikverket. http://calmview.musikverk.se/CalmView/Record.aspx?src=CalmView.Performance&id=PERF29363&pos=48. Läst 13 maj 2016.
24. ↑  Bo Bergman (26 mars 1914). ”En ny Guitrypjäs på Intima teatern”. Dagens Nyheter:  s. 1. http://arkivet.dn.se/arkivet/tidning/1914-03-26/15750B/1. Läst 2 april 2016.
25. ↑  ”Jagad”. Musikverket. http://calmview.musikverk.se/CalmView/Record.aspx?src=CalmView.Performance&id=PERF29366&pos=51. Läst 14 maj 2016.
26. ↑  Bo Bergman (11 september 1914). ”Teater, konst, litteratur”. Dagens Nyheter:  s. 6. http://arkivet.dn.se/arkivet/tidning/1914-09-11/15914/6. Läst 14 maj 2016.
27. ↑  Bo Bergman (29 september 1914). ”Intima Teatern: 'Den fule Ferante'”. Dagens Nyheter:  s. 6. http://arkivet.dn.se/arkivet/tidning/1914-09-29/15932/6. Läst 14 maj 2016.
28. ↑  ”Leka med elden”. Musikverket. http://calmview.musikverk.se/CalmView/Record.aspx?src=CalmView.Performance&id=PERF26946&pos=46. Läst 13 maj 2016.
29. ↑  ”Karlavagnen”. Musikverket. http://calmview.musikverk.se/CalmView/Record.aspx?src=CalmView.Performance&id=PERF26949&pos=45. Läst 13 maj 2016.
30. ↑  ”Teater, konst, litteratur”. Dagens Nyheter:  s. 5. 26 november 1914. http://arkivet.dn.se/arkivet/tidning/1914-11-26/15990/5. Läst 2 april 2016.
31. ↑  ”Teater, konst, litteratur”. Dagens Nyheter:  s. 8. 2 januari 1915. http://arkivet.dn.se/arkivet/tidning/1915-01-02/1A/8. Läst 2 april 2016.
32. ↑  ”Djävulen”. Musikverket. http://calmview.musikverk.se/CalmView/Record.aspx?src=CalmView.Performance&id=PERF29375&pos=61. Läst 14 maj 2016.
33. ↑  ”Oväder”. Musikverket. http://calmview.musikverk.se/CalmView/Record.aspx?src=CalmView.Performance&id=PERF26792&pos=63. Läst 14 maj 2016.
34. ↑  ”Muntra fruarna i Windsor”. Musikverket. http://calmview.musikverk.se/CalmView/Record.aspx?src=CalmView.Performance&id=PERF29379&pos=64. Läst 14 maj 2016.
35. ↑  ”Den politiske kannstöparen”. Musikverket. http://calmview.musikverk.se/CalmView/Record.aspx?src=CalmView.Performance&id=PERF29382&pos=65. Läst 14 maj 2016.
36. ↑  ”Spader knekt”. Musikverket. http://calmview.musikverk.se/CalmView/Record.aspx?src=CalmView.Performance&id=PERF29388&pos=66. Läst 14 maj 2016.
37. ↑  ”Erotik”. Musikverket. http://calmview.musikverk.se/CalmView/Record.aspx?src=CalmView.Performance&id=PERF29389&pos=67. Läst 14 maj 2016.
38. ↑  ”Pompadours triumf”. Musikverket. http://calmview.musikverk.se/CalmView/Record.aspx?src=CalmView.Performance&id=PERF29390&pos=68. Läst 14 maj 2016.
39. ↑  ”Äktenskapets förskola”. Musikverket. http://calmview.musikverk.se/CalmView/Record.aspx?src=CalmView.Performance&id=PERF29392&pos=70. Läst 14 maj 2016.
40. ↑  ”Gustav III”. Musikverket. http://calmview.musikverk.se/CalmView/Record.aspx?src=CalmView.Performance&id=PERF29396&pos=74. Läst 15 maj 2016.
41. ↑  ”Generalrepetition på ett dyrbart lif”. Musikverket. http://calmview.musikverk.se/CalmView/Record.aspx?src=CalmView.Performance&id=PERF29397&pos=75. Läst 15 maj 2016.
42. ↑  ”Prinsessan och hela världen”. Musikverket. http://calmview.musikverk.se/CalmView/Record.aspx?src=CalmView.Performance&id=PERF29398&pos=77. Läst 15 maj 2016.
43. ↑  ”Takrännan”. Musikverket. http://calmview.musikverk.se/CalmView/Record.aspx?src=CalmView.Performance&id=PERF29399&pos=78. Läst 15 maj 2016.
44. ↑  ”Den inbillade sjuke”. Musikverket. http://calmview.musikverk.se/CalmView/Record.aspx?src=CalmView.Performance&id=PERF29400&pos=80. Läst 15 maj 2016.
45. ↑  ”Hannele”. Musikverket. http://calmview.musikverk.se/CalmView/Record.aspx?src=CalmView.Performance&id=PERF29402&pos=82. Läst 15 maj 2016.
46. ↑  ”Fädernesland”. Musikverket. http://calmview.musikverk.se/CalmView/Record.aspx?src=CalmView.Performance&id=PERF29404&pos=85. Läst 16 maj 2016.
47. ↑  ”Teater, konst, litteratur”. Dagens Nyheter:  s. 5. 12 februari 1917. http://arkivet.dn.se/arkivet/tidning/1917-02-12/41/5. Läst 20 juli 2015.
48. ↑  ”'Støvlett-Kathrine' på Intima teatern”. Dagens Nyheter:  s. 5. 14 februari 1917. http://arkivet.dn.se/arkivet/tidning/1917-02-14/43/6. Läst 20 juli 2015.
49. 1 2  ”Teater Musik”. Dagens Nyheter:  s. 9. 14 april 1917. http://arkivet.dn.se/arkivet/tidning/1917-04-14/99/9. Läst 3 april 2016.
50. ↑  ”Teater Musik”. Dagens Nyheter:  s. 6. 25 juni 1917. http://arkivet.dn.se/arkivet/tidning/1917-06-25/168/6. Läst 20 juli 2015.
51. ↑  ”Teater Musik”. Dagens Nyheter:  s. 7. 27 juni 1917. http://arkivet.dn.se/arkivet/tidning/1917-06-27/170/7. Läst 20 juli 2015.
52. ↑  ”Sorina”. Musikverket. http://calmview.musikverk.se/CalmView/Record.aspx?src=CalmView.Performance&id=PERF29409&pos=90. Läst 16 maj 2016.
53. ↑  ”Teater Musik”. Dagens Nyheter:  s. 6. 30 augusti 1917. http://arkivet.dn.se/arkivet/tidning/1917-08-30/233A/6. Läst 2 april 2016.
54. ↑  ”Ungdomsvänner”. Musikverket. http://calmview.musikverk.se/CalmView/Record.aspx?src=CalmView.Performance&id=PERF29412&pos=93. Läst 16 maj 2016.
55. ↑  ”Pernillas korta frökentid”. Musikverket. http://calmview.musikverk.se/CalmView/Record.aspx?src=CalmView.Performance&id=PERF29416&pos=97. Läst 16 maj 2016.
56. ↑  ”Richard III”. Musikverket. http://calmview.musikverk.se/CalmView/Record.aspx?src=CalmView.Performance&id=PERF29419&pos=100. Läst 17 maj 2016.
57. ↑  ”Ljunghuset”. Musikverket. http://calmview.musikverk.se/CalmView/Record.aspx?src=CalmView.Performance&id=PERF29420&pos=101. Läst 17 maj 2016.
58. ↑  ”Den röde André”. Musikverket. http://calmview.musikverk.se/CalmView/Record.aspx?src=CalmView.Performance&id=PERF29423&pos=102. Läst 17 maj 2016.
59. 1 2  ”Teater Musik”. Dagens Nyheter:  s. 6. 26 juni 1918. http://arkivet.dn.se/arkivet/tidning/1918-06-26/168/6. Läst 20 juli 2015.
60. ↑  ”Teater Musik”. Dagens Nyheter:  s. 9. 1 november 1918. http://arkivet.dn.se/arkivet/tidning/1918-11-01/295/9. Läst 2 april 2016.
61. ↑  ”Ett experiment”. Musikverket. http://calmview.musikverk.se/CalmView/Record.aspx?src=CalmView.Performance&id=PERF29427&pos=107. Läst 19 maj 2016.
62. ↑  ”Byggmästare Solness”. Musikverket. http://calmview.musikverk.se/CalmView/Record.aspx?src=CalmView.Performance&id=PERF29430&pos=109. Läst 19 maj 2016.
63. ↑  ”Furstens återkomst”. Musikverket. http://calmview.musikverk.se/CalmView/Record.aspx?src=CalmView.Performance&id=PERF29433&pos=111. Läst 19 maj 2016.
64. ↑  ”Teater Musik”. Dagens Nyheter:  s. 6. 4 juni 1919. http://arkivet.dn.se/arkivet/tidning/1919-06-04/148/6. Läst 21 juli 2015.
65. 1 2  ”Teater Musik”. Dagens Nyheter:  s. 6. 2 juli 1919. http://arkivet.dn.se/arkivet/tidning/1919-07-02/174/6. Läst 21 juli 2015.
66. ↑  ”Teater Musik”. Dagens Nyheter:  s. 4. 26 juli 1919. http://arkivet.dn.se/arkivet/tidning/1919-07-26/194/4. Läst 21 juli 2015.
67. ↑  ”Barnsölet”. Musikverket. http://calmview.musikverk.se/CalmView/Record.aspx?src=CalmView.Performance&id=PERF29441&pos=119. Läst 23 maj 2016.
68. ↑  ”Aigretten”. Musikverket. http://calmview.musikverk.se/CalmView/Record.aspx?src=CalmView.Performance&id=PERF29442&pos=120. Läst 23 maj 2016.
69. ↑  ”Änkleken”. Musikverket. http://calmview.musikverk.se/CalmView/Record.aspx?src=CalmView.Performance&id=PERF29443&pos=121. Läst 23 maj 2016.
70. ↑  ”Professor Storitzyn”. Musikverket. http://calmview.musikverk.se/CalmView/Record.aspx?src=CalmView.Performance&id=PERF29448&pos=124. Läst 23 maj 2016.
71. ↑  ”Fästningen faller”. Musikverket. http://calmview.musikverk.se/CalmView/Record.aspx?src=CalmView.Performance&id=PERF29449&pos=125. Läst 23 maj 2016.
72. ↑  ”Två gånger två är fem”. Musikverket. http://calmview.musikverk.se/CalmView/Record.aspx?src=CalmView.Performance&id=PERF29450&pos=126. Läst 23 maj 2016.
73. ↑  ”Nju”. Musikverket. http://calmview.musikverk.se/CalmView/Record.aspx?src=CalmView.Performance&id=PERF29451&pos=127. Läst 23 maj 2016.
74. ↑  ”Dygdens stig”. Musikverket. http://calmview.musikverk.se/CalmView/Record.aspx?src=CalmView.Performance&id=PERF29452&pos=129. Läst 23 maj 2016.
75. ↑  ”Himlens hemlighet”. Musikverket. http://calmview.musikverk.se/CalmView/Record.aspx?src=CalmView.Performance&id=PERF29455&pos=132. Läst 23 maj 2016.
76. 1 2  ”Teater Musik”. Dagens Nyheter:  s. 9. 11 januari 1922. https://arkivet.dn.se/tidning/1922-01-11/11161-9/9. Läst 1 augusti 2025.
77. ↑  ”Tilja o Tribun: Centralteatern”. Svenska Dagbladet:  s. 7. 13 januari 1922. https://tidningar.kb.se/7rknfltk166dvw7/part/1/page/7. Läst 3 augusti 2025.
78. ↑  A. (13 januari 1922). ”Teater & Musik: Centralteatern”. Aftonbladet:  s. 10. https://tidningar.kb.se/l4x1prwx3vmlvqv/part/1/page/10. Läst 3 augusti 2025.
79. ↑  ”Teater Musik: Centralteatern”. Dagens Nyheter:  s. 7. 28 januari 1922. https://arkivet.dn.se/tidning/1922-01-28/11161-26/7. Läst 1 augusti 2025.
80. ↑  P-n (1 februari 1922). ”Teater Musik: Centralteatern”. Dagens Nyheter:  s. 13. https://arkivet.dn.se/tidning/1922-02-01/11161-30/13. Läst 1 augusti 2025.
81. ↑  ”Genom passagen: Succèsprogram på Centralteatern”. Aftonbladet:  s. 7. 1 februari 1922. https://tidningar.kb.se/9tmqdhmm0dp6krr/part/1/page/7. Läst 3 augusti 2025.
82. ↑  ”Teater och Musik: 'Sabinskornas bortrövande'”. Aftonbladet:  s. 9. 17 februari 1922. https://tidningar.kb.se/n603rtz019416q6/part/1/page/9. Läst 3 augusti 2025.
83. ↑  P-n (17 februari 1922). ”Teater Musik: 'Sabinskornas bortrövande'”. Dagens Nyheter:  s. 6. https://arkivet.dn.se/tidning/1922-02-17/11161-46/6. Läst 1 augusti 2025.
84. ↑  Ensemble (6 mars 1922). ”Teater och Musik: Centralteatern”. Aftonbladet:  s. 9. https://tidningar.kb.se/r936vzb35jj4hzw/part/1/page/9. Läst 3 augusti 2025.
85. ↑  Eva (26 mars 1922). ”Konst och Teater: Kameliadamen”. Arbetaren:  s. 5. https://tidningar.kb.se/xbmznt66vrtl4c7p/part/1/page/5. Läst 3 augusti 2025.
86. ↑  ”Teater och Musik”. Dagens Nyheter:  s. 6. 11 augusti 1923. http://arkivet.dn.se/arkivet/tidning/1923-08-11/215/6. Läst 26 juli 2015.
87. 1 2  ”Teater och Musik”. Dagens Nyheter:  s. 6. 24 november 1923. http://arkivet.dn.se/arkivet/tidning/1923-12-24/350/6. Läst 26 juli 2015.
88. ↑  ”Grevinnan Lolotte”. Musikverket. http://calmview.musikverk.se/CalmView/Record.aspx?src=CalmView.Performance&id=PERF22161&pos=20. Läst 4 april  2016.
89. ↑  ”Odygdens belöning”. Musikverket. http://calmview.musikverk.se/CalmView/Record.aspx?src=CalmView.Performance&id=PERF22162&pos=21. Läst 5 april 2016.
90. ↑  ”'Fröken X, Bok 1742' redivivus”. Dagens Nyheter:  s. 6. 19 augusti 1925. http://arkivet.dn.se/arkivet/tidning/1925-08-19/223/6. Läst 20 juli 2015.
91. ↑  ”Teater och Musik”. Dagens Nyheter:  s. 9. 12 oktober 1927. http://arkivet.dn.se/arkivet/tidning/1927-10-12/277/9. Läst 12 juni 2016.
92. ↑  ”Scen och Film”. Dagens Nyheter:  s. 10. 16 februari 1928. https://arkivet.dn.se/tidning/1928-02-16/45/10. Läst 22 juli 2019.
93. ↑  ”Tolvskillingsoperan”. Musikverket. http://calmview.musikverk.se/CalmView/Record.aspx?src=CalmView.Performance&id=PERF24157&pos=12. Läst 13 maj 2016.
94. ↑  ”Teater, Musik och Film: Rollistan till 'Henrik VIII'”. Dagens Nyheter. 6 mars 1930. http://arkivet.dn.se/arkivet/tidning/1930-03-06/63/11. Läst 11 maj 2016.
95. ↑  Bo Bergman (12 december 1931). ”Österländskt på Ekmans-teatern: 'En japansk tragedi' gjorde stor lycka”. Dagens Nyheter:  s. 1. http://arkivet.dn.se/arkivet/tidning/1931-12-12/338/1. Läst 3 januari 2016.
96. ↑  ”Hyggliga människor”. Musikverket. http://calmview.musikverk.se/CalmView/Record.aspx?src=CalmView.Performance&id=PERF22084&pos=109. Läst 21 april 2016.
97. ↑  ”Månen har gått ned”. Musikverket. http://calmview.musikverk.se/CalmView/Record.aspx?src=CalmView.Performance&id=PERF22218&pos=123. Läst 22 april 2016.
98. ↑  Oscar Rydqvist (7 april 1943). ”Teater Musik Film: 'Månen har gått ned' på Oscarsteatern”. Dagens Nyheter:  s. 9. http://arkivet.dn.se/arkivet/tidning/1943-04-07/94/9. Läst 11 juli 2015.
99. ↑  ”Arsenik och gamla spetsar”. Musikverket. http://calmview.musikverk.se/CalmView/Record.aspx?src=CalmView.Performance&id=PERF26035&pos=9. Läst 3 juni 2015.
100. ↑  ”Med clippern västerut”. Musikverket. http://calmview.musikverk.se/CalmView/Record.aspx?src=CalmView.Performance&id=PERF22223&pos=129. Läst 24 april 2016.
101. ↑  ”Teater Musik”. Dagens Nyheter:  s. 9. 23 december 1921. https://arkivet.dn.se/tidning/1921-12-23/347/9. Läst 1 augusti 2025.
102. ↑  ”Baldevins bröllop”. Arbetaren:  s. 5. 31 mars 1922. https://tidningar.kb.se/v8kwlphms5hrfmlb/part/1/page/5. Läst 3 augusti 2025.
103. ↑  ”Radioprogrammet”. Dagens Nyheter:  s. 20. 6 september 1952. https://arkivet.dn.se/tidning/1952-09-06/242/20. Läst 19 december 2021.